# Camino Lebaniego
El Camino Lebaniego o Camino de Liébana, también conocido como Camino Lebaniego Cántabro, es un ramal del Camino de Santiago de la Costa que permite a los peregrinos acceder al monasterio de Santo Toribio de Liébana, en la comarca de Liébana (Cantabria), lugar en el que, según la tradición cristiana, se conserva el trozo más grande del lignum crucis.

Ilustración del lignum crucis de Santo Toribio de Liébana

Desde el año 2015, este ramal está declarado como Patrimonio de la Humanidad por la Unesco al haber sido incluido en los itinerarios del Camino de Santiago junto al Camino Primitivo, el Camino Costero y el Camino Vasco del Interior.

## Recorrido
Este ramal tiene la peculiaridad de que en poco más de 70 km permite recorrer una gran diversidad de paisajes, que van desde las costas del Cantábrico en su inicio, hasta los Picos de Europa en su tramo final.
El camino se desvía del Camino de la Costa en la localidad de San Vicente de la Barquera, para llegar en tres etapas al monasterio. La distancia total es de 72,73 km distribuidos en tres etapas:
1. Primera etapa (28,5 km):

- San Vicente de la Barquera
- La Acebosa
- Hortigal
- Estrada
- Serdio
- Muñorrodero
- Camijanes
- Cabanzón
- Cades

1. Segunda etapa (30,53 km): Cades-Cabañes.
2. Tercera etapa (13,7 km): Cabañes-Santo Toribio de Liébana.

## Galería

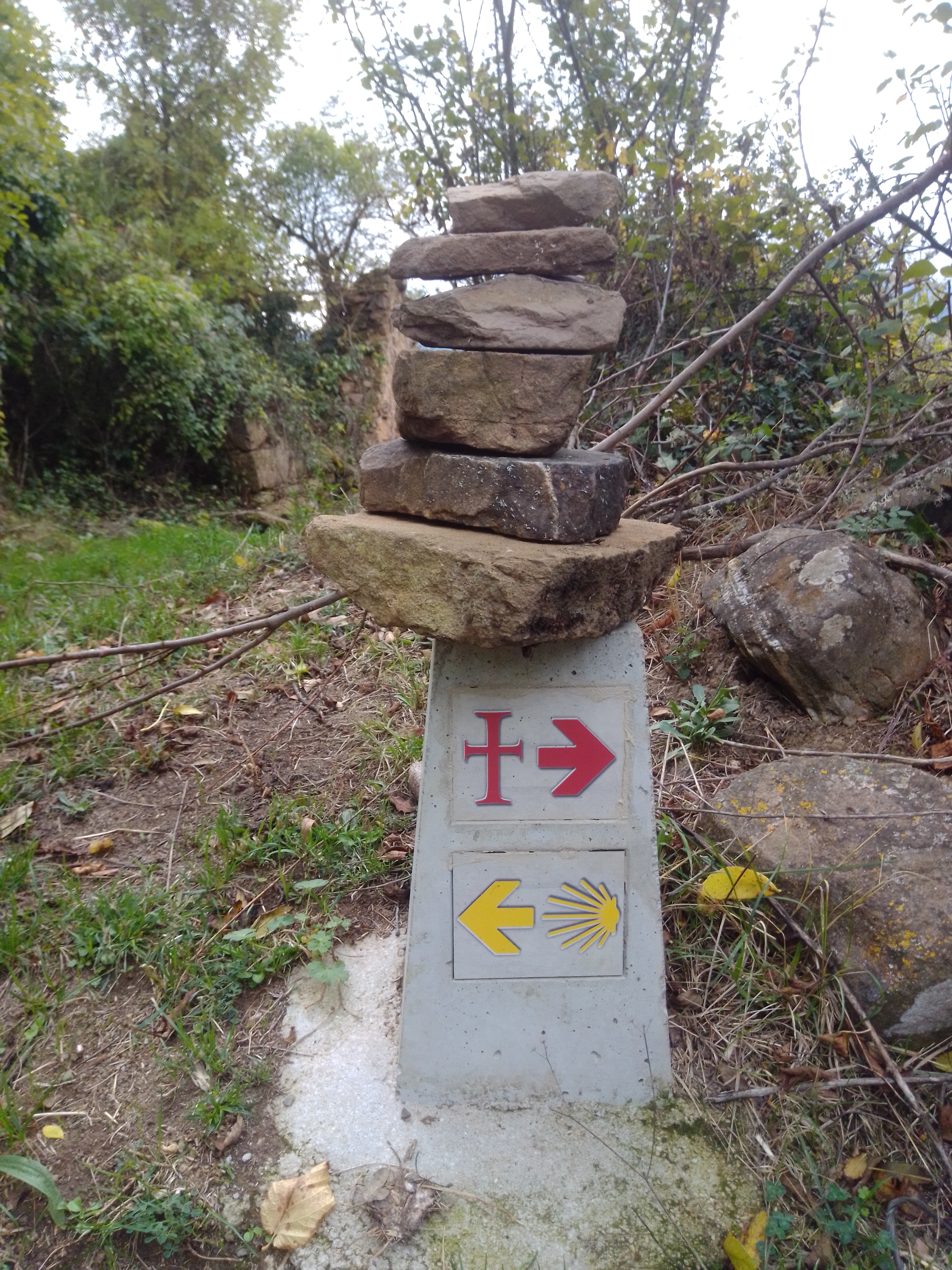
Símbolo del camino en Porcieda.
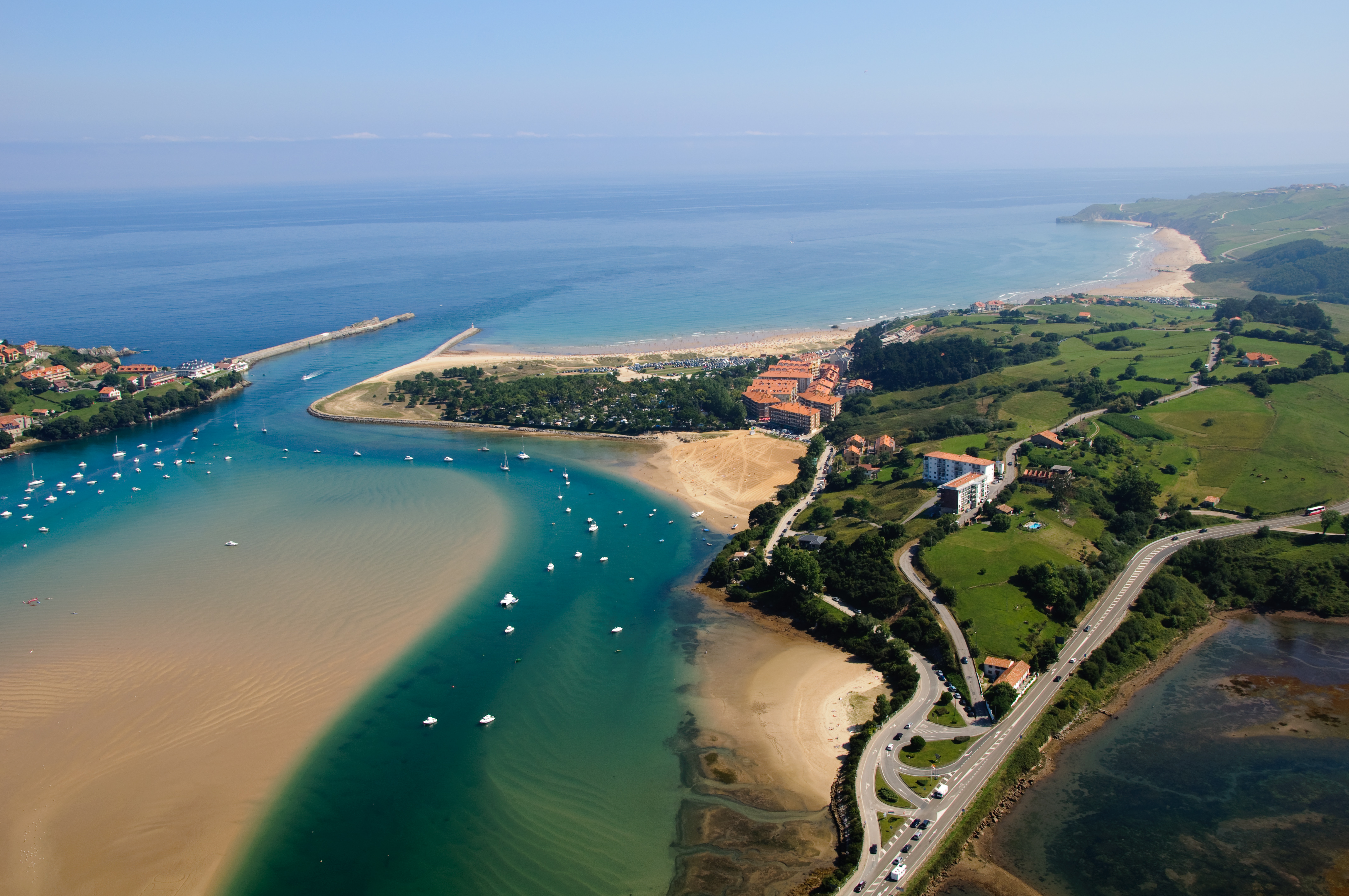
San Vicente de la Barquera.
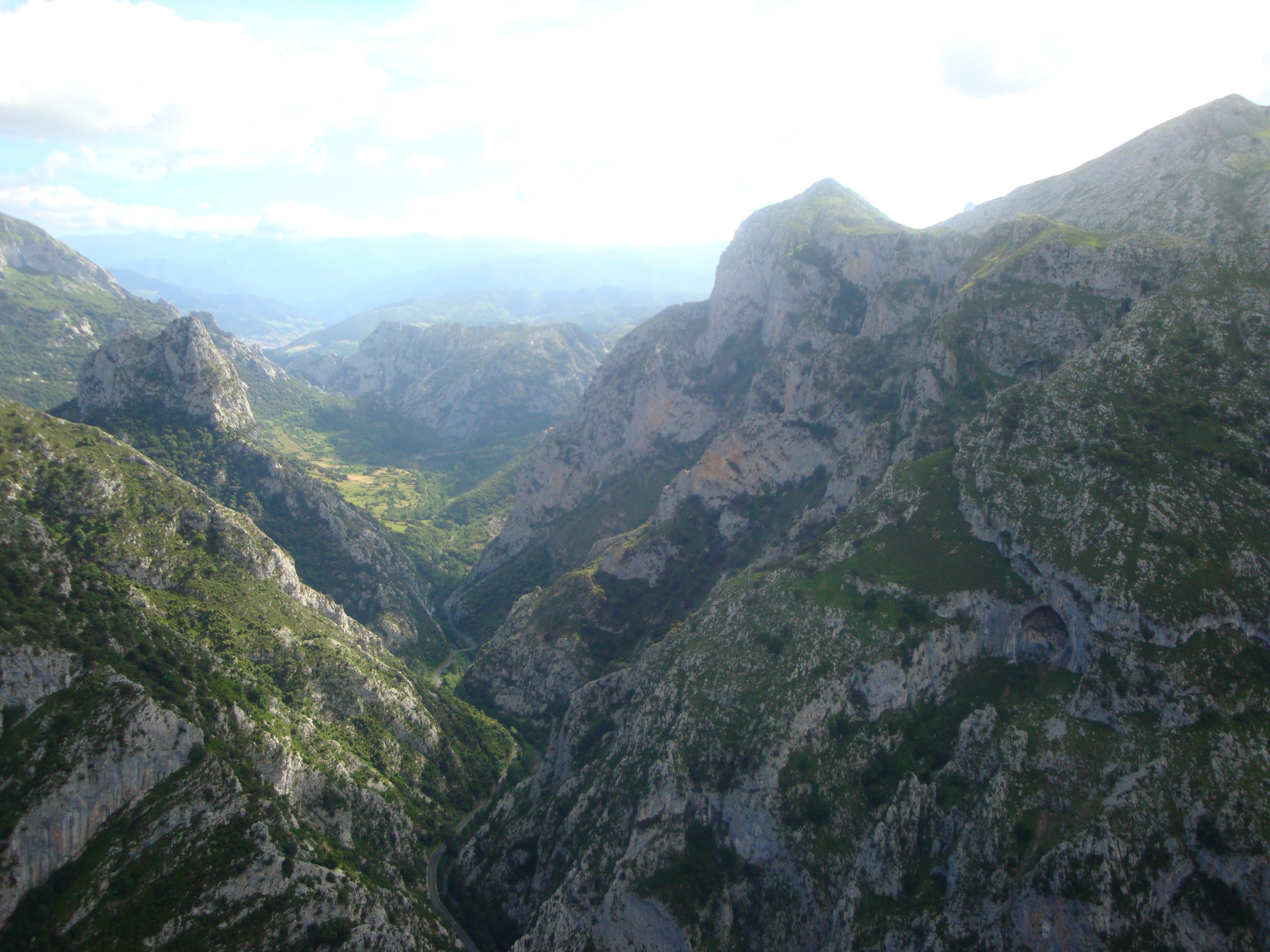
Desfiladero de La Hermida.
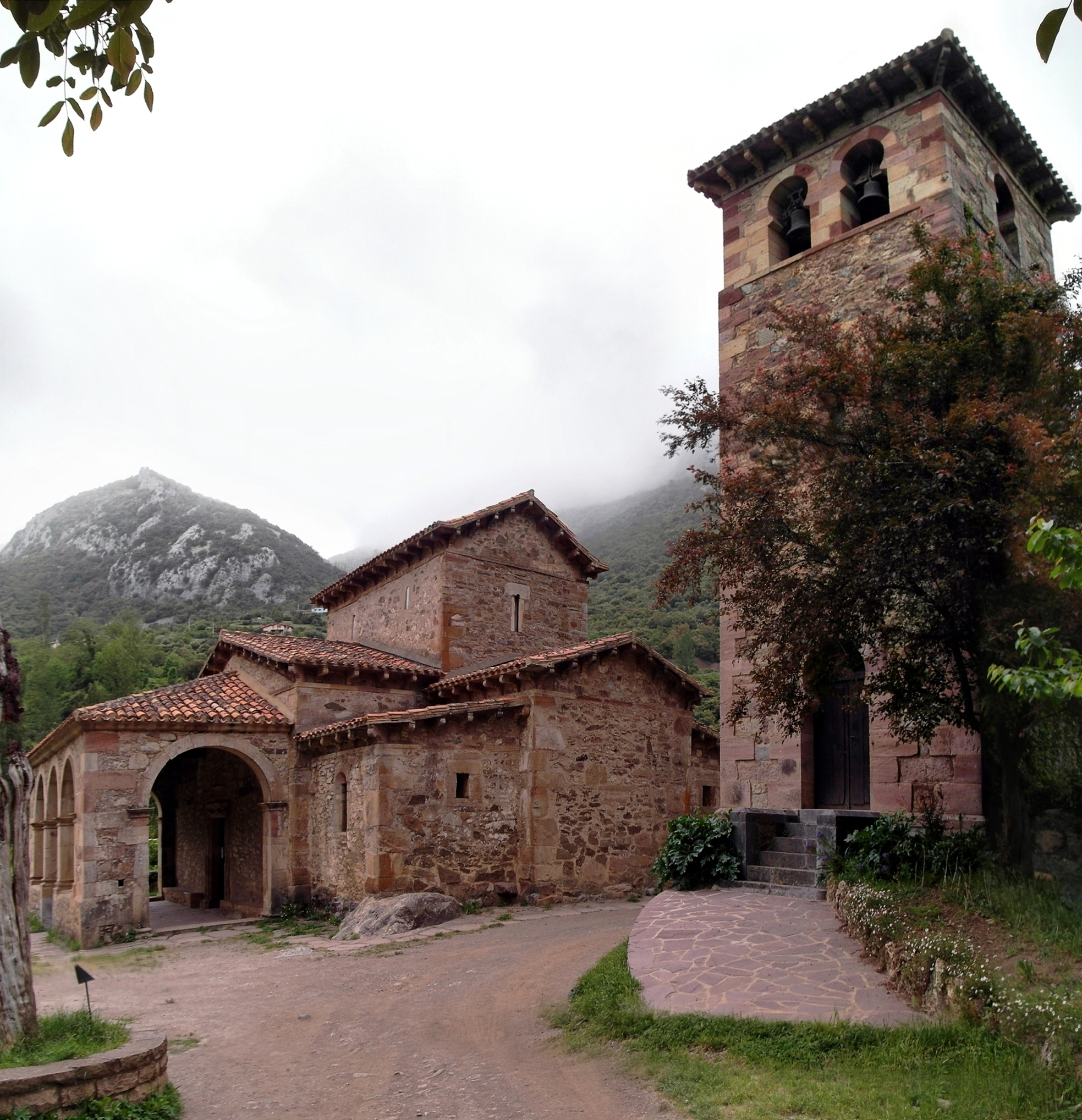
Santa María de Lebeña.
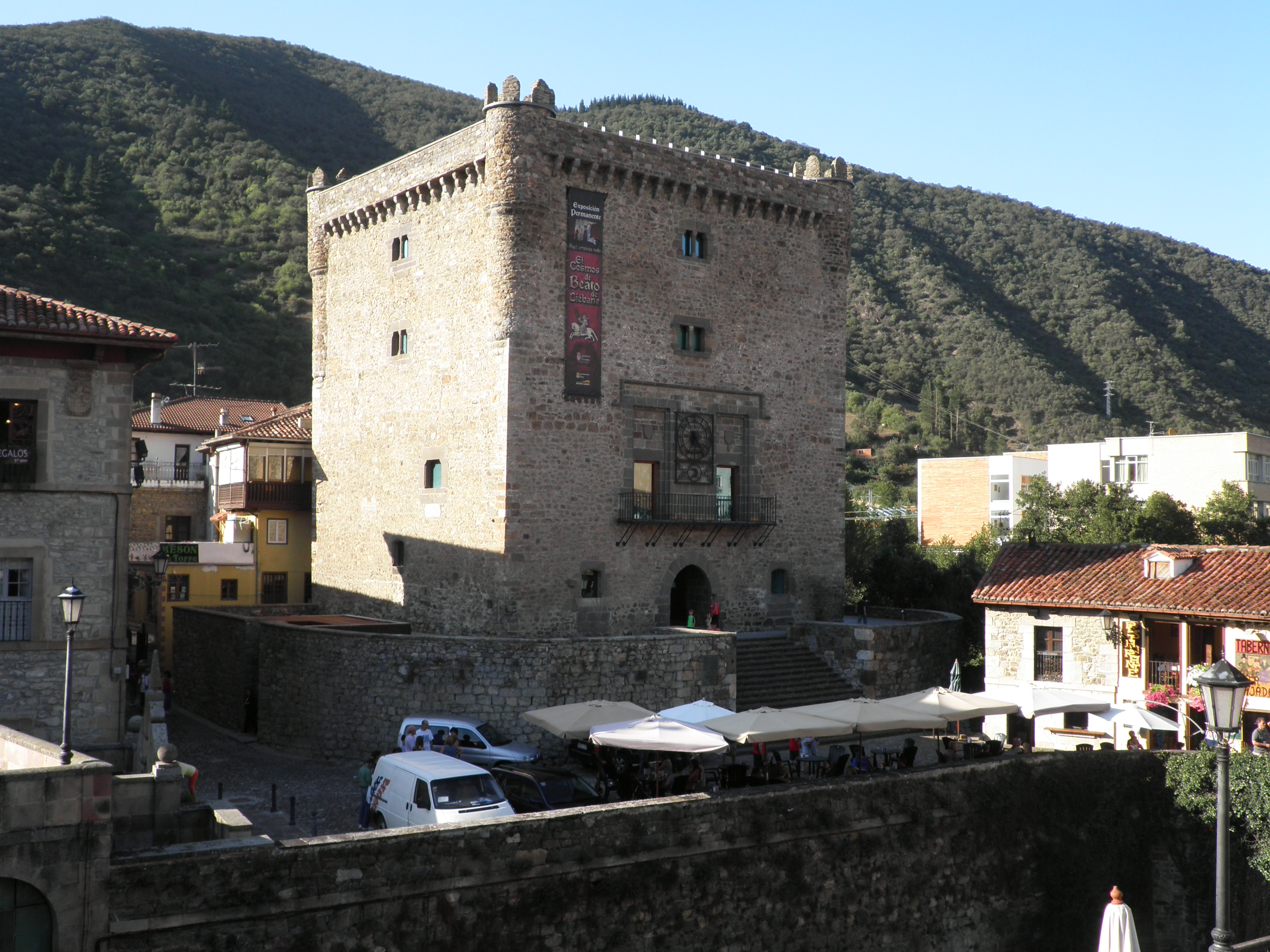
Torre del Infantado en Potes.
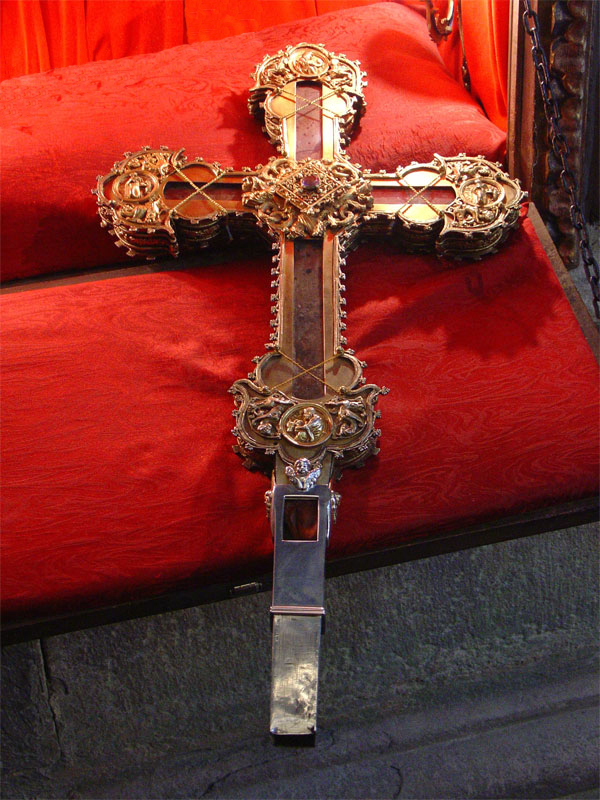
Lignum crucis.

## Véase también

Versión estilizada del lignum crucis, empleada como indicador del Camino Lebaniego